# Fehérorosz férfi kézilabda-bajnokság (első osztály)
A Fehérorosz férfi kézilabda-bajnokság első osztálya a legmagasabb osztályú fehérorosz férfi kézilabda-bajnokság. A bajnokságot 1993 óta rendezik meg. Jelenleg tíz csapat játszik a bajnokságban, a legeredményesebb klub a Bresztszkij GK Meskovo, a címvédő az SZKA Minszk.

## Kispályás bajnokságok
| Év   | 1. hely                 | 2. hely                 | 3. hely                    |
| ---- | ----------------------- | ----------------------- | -------------------------- |
| 1993 | SZKA Minszk             | SZKA Minszk 2           | Szlucs-SZKAF Szluck-Minszk |
| 1994 | SZKA Minszk             | SZKAF-RSVSZM Minszk     | RUOR Minszk                |
| 1995 | SZKA Minszk             | SZKAF-RSVSZM Minszk     | Unyiverszityet Gomel       |
| 1996 | SZKA Minszk             | SZKAF-RSVSZM Minszk     | Arkatron Minszk            |
| 1997 | SZKA Minszk             | SZKAF-RSVSZM Minszk     | Arkatron Minszk            |
| 1998 | SZKA Minszk             | SZKA Minszkaja oblaszty | Arkatron Minszk            |
| 1999 | SZKA Minszk             | SZKA Minszkaja oblaszty | Arkatron Minszk            |
| 2000 | SZKA Minszk             | SZKA Minszkaja oblaszty | Arkatron Minszk            |
| 2001 | SZKA Minszk             | Arkatron Minszk         | Unyiverszityet Gomel       |
| 2002 | SZKA Minszkaja oblaszty | Arkatron Minszk         | SZKA Minszk                |
| 2003 | Arkatron Minszk         | Bresztszkij GK Meskovo  | SZKAF Minszk               |
| 2004 | Bresztszkij GK Meskovo  | SZKA Minszkaja oblaszty | SZKAF Minszk               |
| 2005 | Bresztszkij GK Meskovo  | SZKA Minszkaja oblaszty | Viktorija-Regija Minszk    |
| 2006 | Bresztszkij GK Meskovo  | SZKA Minszkaja oblaszty | Viktorija-Regija Minszk    |
| 2007 | Bresztszkij GK Meskovo  | SZKA Minszk             | COR-Bresztszkij GK Meskovo |
| 2008 | Bresztszkij GK Meskovo  | SZKA Minszk             | Maseka Mogiljev            |
| 2009 | Gyinamo Minszk          | Bresztszkij GK Meskovo  | SZKA Minszk                |
| 2010 | Gyinamo Minszk          | Bresztszkij GK Meskovo  | Maseka Mogiljev            |
| 2011 | Gyinamo Minszk          | Bresztszkij GK Meskovo  | SZKA Minszk                |
| 2012 | Gyinamo Minszk          | Bresztszkij GK Meskovo  | SZKA Minszk                |
| 2013 | Gyinamo Minszk          | SZKA Minszk             | Bresztszkij GK Meskovo     |
| 2014 | Bresztszkij GK Meskovo  | SZKA Minszk             | GK Gomel                   |
| 2015 | Bresztszkij GK Meskovo  | SZKA Minszk             | GK Gomel                   |
| 2016 | Bresztszkij GK Meskovo  | SZKA Minszk             | GK Gomel                   |
| 2017 | Bresztszkij GK Meskovo  | SZKA Minszk             | GK Gomel                   |
| 2018 | Bresztszkij GK Meskovo  | SZKA Minszk             | GK Gomel                   |
| 2019 | Bresztszkij GK Meskovo  | SZKA Minszk             | Kronon Grodno              |
| 2020 | Bresztszkij GK Meskovo  | SZKA Minszk             | Maseka Mogiljev            |
| 2021 | Bresztszkij GK Meskovo  | SZKA Minszk             | GK Gomel                   |
| 2022 | Bresztszkij GK Meskovo  | SZKA Minszk             | GK Gomel                   |
| 2023 | Bresztszkij GK Meskovo  | SZKA Minszk             | GK Gomel                   |
| 2024 | Bresztszkij GK Meskovo  | SZKA Minszk             | Kronon Grodno              |
| 2025 | SZKA Minszk             | Bresztszkij GK Meskovo  | Maseka Mogiljev            |

## Lásd még
- Fehérorosz női kézilabda-bajnokság (első osztály)
- Szovjet férfi kézilabda-bajnokság (első osztály)